# Atles interactiu UNESCO de les llengües del món en perill
L'Atles interactiu UNESCO de les llengües del món en perill (en anglès, UNESCO Interactive Atlas of the World's Languages in Danger) és un informe de la UNESCO mitjançant el qual es pretén alertar els legisladors, les comunitats de parlants i el públic en general sobre les llengües en perill i la necessitat de protegir la diversitat lingüística mundial. És també una eina per a monitorar l'estat de les llengües en perill i de la diversitat lingüística a nivell mundial.

## Història
L'atles, que es publicà per primer cop el 1996, en edició impresa, incloïa 12 pàgines de mapes. La segona edició, el 2001, contenia 14 pàgines de mapes amb 800 llengües. El 2005, la UNESCO va desenvolupar un mapa clicable en línia del continent africà, detallant 100 llengües africanes en perill que havien estat esmentades en l'edició de 2001.
El febrer de 2009, gràcies al suport del Govern de Noruega, es va publicar la versió en línia de l'atles, gratuïta, amb 2.498 llengües (230 de les quals s'han extingit des del 1950). De cadascuna de les llengües, l'atles n'indica el nom, el nivell de perill i el país o països en què es parla. Respecte a l'edició impresa, la versió en línia aporta informació addicional de cada llengua: nombre de parlants, polítiques i projectes relacionats, fonts, codis ISO i coordenades geogràfiques.

## Classificació de les llengües
Per a establir la vitalitat d'una llengua, assignant-li així un determinat nivell de risc, se'n consideren diferents paràmetres, com ara el nombre absolut de parlants, la transmissió intergeneracional i la presència als mitjans, entre d'altres. A partir d'aquestes dades, s'estableix un dels 5 nivells de risc següents identificats amb colors:
- Vulnerable (blanc): La majoria dels nens la parlen, però pot estar restringida a determinats àmbits (per exemple, la llar).
- En perill (groc): Els nens ja no l'aprenen com a llengua materna a casa.
- En perill greu (taronja): La parlen els avis i generacions anteriors; tot i que la generació dels pares pot entendre-la, no la parlen entre ells ni amb els nens.
- En perill crític (vermell): Els parlants més joves en són els avis, i la parlen parcialment i rarament.
- Extinta (negre): No en queda cap parlant. (Les llengües d'aquest nivell s'inclouen a l'atles si presumiblement s'han extingit a partir de la dècada de 1950.)

Les llengües considerades "segures", és a dir, que són parlades per totes les generacions i la transmissió intergeneracional de les quals no ha estat interrompuda, no s'inclouen a aquests nivells.
Algunes de les llengües presents a l'atles són l'aragonès, l'asturlleonès. De manera bastant estranya, per ara sembla considerar-se que el gascó, el llenguadocià, el provençal, el llemosí, el provençal alpí i el gardiol són llengües diferents i no es considera l'occità. S'esmenta també la situació de l'alguerès, especificant amb tot que es tracta d'una varietat catalana.